# Takanyi Garanganga
Takanyi Garanganga (* 6. September 1990 in Harare) ist ein simbabwischer Tennisspieler. 2011 gewann er die Goldmedaille bei den Afrikaspielen im Einzel.

## Karriere
Garanganga begann mit acht Jahren Tennis zu spielen und galt bereits als Jugendspieler als vielversprechendes Talent. Auf der ITF Junior Tour spielte er zwischen 2003 und 2008 über 100 Matches und konnte dort im März 2008 mit Platz 17 seine höchste Platzierung in der Junior-Weltrangliste erreichen. In dieser Zeit wurde Brian de Villiers auf ihn aufmerksam, ein Tennistrainer, der ihn mit in die USA nahm. Dort absolvierte er eine Highschool in Pennsylvania, entschied sich aber dann gegen Angebote einiger Hochschulen College Tennis zu spielen, und sich stattdessen auf seine Profikarriere zu konzentrieren.
Auf Profi-Ebene spielte der Simbabwer regelmäßig ab 2008 auf der drittklassigen ITF Future Tour. 2010 erreichte er dort das erste Finale, 2012 gelang ihm erstmals die erfolgreiche Qualifikation für ein Challengerturnier in Honolulu. Im selben Jahr gelangen ihm auch die ersten drei Future-Titel im Einzel, wodurch er das Jahr in den Top 500 abschließen konnte. 2011 wurde er Sieger der Afrikaspiele, im Finale besiegte er den Ägypter Sherif Sabry, im Doppel errang er zusätzlich die Bronzemedaille. In den Folgejahren konnte er sein Ranking durch kleine Erfolge halten. So zog er im Juli 2013 in sein erstes Challenger-Viertelfinale in Binghamton ein. Hier unterlag er Rhyne Williams, nachdem er im zweiten Satz aufgeben musste. Im November desselben Jahres ging er in Knoxville noch einen Schritt weiter und verlor im Halbfinale gegen Peter Polansky. Das Jahr beendete er mit Rang 363 bisher am höchsten in der Weltrangliste. 2014 wiederholte er das Erreichen des Halbfinals in Binghampton, das Erreichen eines Hauptfeldes auf der ATP World Tour gelang ihm trotz mehrerer Anläufe jedoch nicht. 2014 schaffte Garanganga mit der simbabwischen Davis-Cup-Mannschaft, für die er bereits seit 2007 spielt, den Aufstieg in die Kontinentalgruppe II, die seitdem gehalten wird.
Bis 2018 hält Garanganga sich in den Top 500 und gewann in diesem Jahr seinen achten Future-Titel. Im August schaffte er im 23. Anlauf die Qualifikation für ein Turnier der World Tour in Los Cabos. Nach Siegen gegen Evan King und Luis Patiño verlor er dort im Hauptfeld gegen Thomas Fabbiano in drei Sätzen. Seine beste Platzierung in der Weltrangliste erreichte er im September 2014 mit Platz 288.